# Gent
Gent je treći grad po veličini u Belgiji. Nalazi se u regiji Flandriji u sjevernom dijelu Belgije koja je naseljena Flamancima koji govore dijalekt nizozemskog jezika. Gent je gradski industrijski centar koji je s gradovima Bruxellesom i Antwerpenom povezan u tzv. "Zlatni trokut".

## Povijest
Na prostoru Genta postoje arheološki nalazi iz kamenog i željeznog doba. Arheološki nalazi pokazuju da je Gent bio naseljen i u rimskom razdoblju iako o tome nema pisanih svjedočanstava.
Oko 650. godine je sveti Amand osnovao dva samostana koji su postali jezgra budućeg grada Genta. U sljedećem razdoblju je na tom prostoru nastalo gradsko naselje koje su u 9. st. poharali Vikinzi. Nakon toga je grad brzo rastao, te je do 13. st. postao drugi grad po veličini u Europi, nakon Pariza. Tada je imao oko 65.000 stanovnika. Grad je bio jedan od prvih europskih industrijskih središta jer se razvija tekstilna industrija zbog koje je Flandrija u to doba bila jedna od najrazvijenijih regija Europe. Grad je razvio trgovačke veze s Engleskom i Škotskom.
U 14. st. je Flandrija postala dio Burgundijskog Vojvodstva. Gent se sredinom 15. st. pobunio zbog visokih poreza. S vremenom slabi značenje Genta, a centar političkih aktivnosti se seli u Antwerpen i Bruxelles. U 16. st. je Flandrija došla pod španjolsku vlast i 1539. je u Gentu izbila pobuna protiv Španjolaca. U pobuni je dio grada unišen, a poslije je sagrađena španjolska vojna tvrđava. U 17. st. se vode vjerski ratovi u kojima je Gent stao na stranu protestanata (kalvina), a španjolska vlast želi vratiti katolicizam. 1745. su toko Rata za austrijsko nasljeđe grad zauzeli Francuzi koji su ga predali austrijskoj vlasti. Nakon Napoleonovih ratova je postao dio Ujedinjene Kraljevine Nizozemske, a nakon Belgijske revolucije 1830. je postao dio nezavisne Belgije. 1913. je u gradu održana Svjetska izložba.

## Zemljopis
Gent se nalazi na sjeveru Belgije, na ušću rijeke Lys u rijeku Schelde. Grad je kanalom povezan sa Sjevernim morem, te je značajna luka. Reljef je nizinski, a klima umjerena oceanska.
Gent je suvremenim prometnicama povezan s Antwerpenom i Bruxellesom. Ta tri grada čine jezgru naseljenosti i gospodarstva Belgije, te se taj prostor često naziva "Zlatni trokut".

## Znamenitosti
U Gentu ima mnogo sačuvanih građevina tradicionalne srednjovjekovne arhitekture. Značajan je dvorac Gravensteen, katedrala Saint Bavo i brojne crkve (posebno sv. Nikole, sv. Mihaela i sv. Jakova). Posebno su značajne Béguinage, skupina crkava, samostana i ostalih građevina koje je gradio crkveni red Beguines u 13. st. Béguinage se nalaze na listi Svjetske baštine UNESCO-a. Značajni muzeji su Muzej lijepih umjetnosti s djelima Boscha i Rubensa i Gradski muzej suvremene umjetnosti. Grad je poznat po brojnim restoranima i festivalima.

## Gospodarstvo
Gent je značajan industrijski centar s velikom industrijskom tradicijom. Danas su značajne lučke djelatnosti. U gradu postoji poznato sveučilište.

## Gradovi prijatelji
- Nottingam, Ujedinjeno Kraljevstvo
- Tallinn, Estonija
- Wiesbaden, Njemačka
- Kanazawa, Japan
- Melle, Njemačka
- Mohammedia, Maroko
- Saint Raphaël, Francuska